# 夜回り先生 (漫画)
『夜回り先生』（よまわりせんせい）は、小学館刊行の雑誌『月刊IKKI』に連載されていた漫画作品。夜回り先生こと水谷修の体験談を基に書かれた作品で、その内容の殆どの部分がサンクチュアリ・パブリッシングの『夜回り先生』を基にしており、連載（2009年7月号まで）と書き下ろし1巻から成る全11巻。

## 概要
原作：水谷修、漫画：土田世紀で、主に教育、児童虐待、薬物乱用、暴走族、万引き、いじめ、引きこもりなど社会問題になっていることをよく描いている。水谷は当初、「子どもたちとの大切な記録を単なる娯楽で汚されたくない」と漫画化には反対していたが、土田が描いた「ブランコ」（第1巻収録）を読み絶賛。帯にも「亡くした子どもたちが、土田さんの絵を通して生き返ってくる。嬉しくて哀しくて涙で読めません。」と寄せている。本作品のストーリーは水谷が高校の現役教師だった頃のものである。また、水谷以外は全てゲストキャラクターであるため、明確な登場人物は存在しない。舞台は主に横浜市内となっている。
2012年4月に土田が急逝した際は、「夜回り先生」希望編の最新エピソードの執筆中であり、希望編には当該エピソードの代わりに追悼特集が組まれた。
フランス語版がカステルマン社（フランス語: Casterman）より出版されている。

## 書誌情報
水谷修（原作）・土田世紀（漫画） 『夜回り先生』 小学館〈IKKI COMIX〉、全11巻（シリーズ1～9巻、特別編1巻、希望編1巻）
- ブランコ、2004年12月発売（「月刊IKKI」2004年12月号別冊付録"&HALF"）
  - ブランコ、2005年2月発売（単行本化）、ISBN 978-4091885616

- 1巻、2005年9月30日発売[1]、ISBN 978-4091885852
  - 「ブランコ」も収録されている。
- 2巻、2005年11月30日発売[2]）、ISBN 978-4091885920
- 3巻、2006年4月28日発売[3]）、ISBN 978-4091883186
- 4巻、2006年11月30日発売[4]、ISBN 978-4091883452
- 5巻、2007年4月27日発売[5]、ISBN 978-4-091883643
- 6巻、2007年10月30日発売[6]、ISBN 978-4-091883780
- 7巻、2008年2月29日発売[7]、ISBN 978-4-091884008
- 8巻、2008年8月29日発売[8]、ISBN 978-4-091884237
- 9巻、2009年1月30日発売[9]、ISBN 978-4-091884343
- 特別編 さよならが、いえなくて、2009年5月29日発売[10]、ISBN 978-4-091884572
  - 「さよならが、いえなくて」（2000年、日本評論社刊）原作
- 希望編、2012年6月29日発売[11]、ISBN 978-4091885852
  - 「ありがとう」（2011年、日本評論社刊）原作